# Gnëzdovo (sito archeologico)

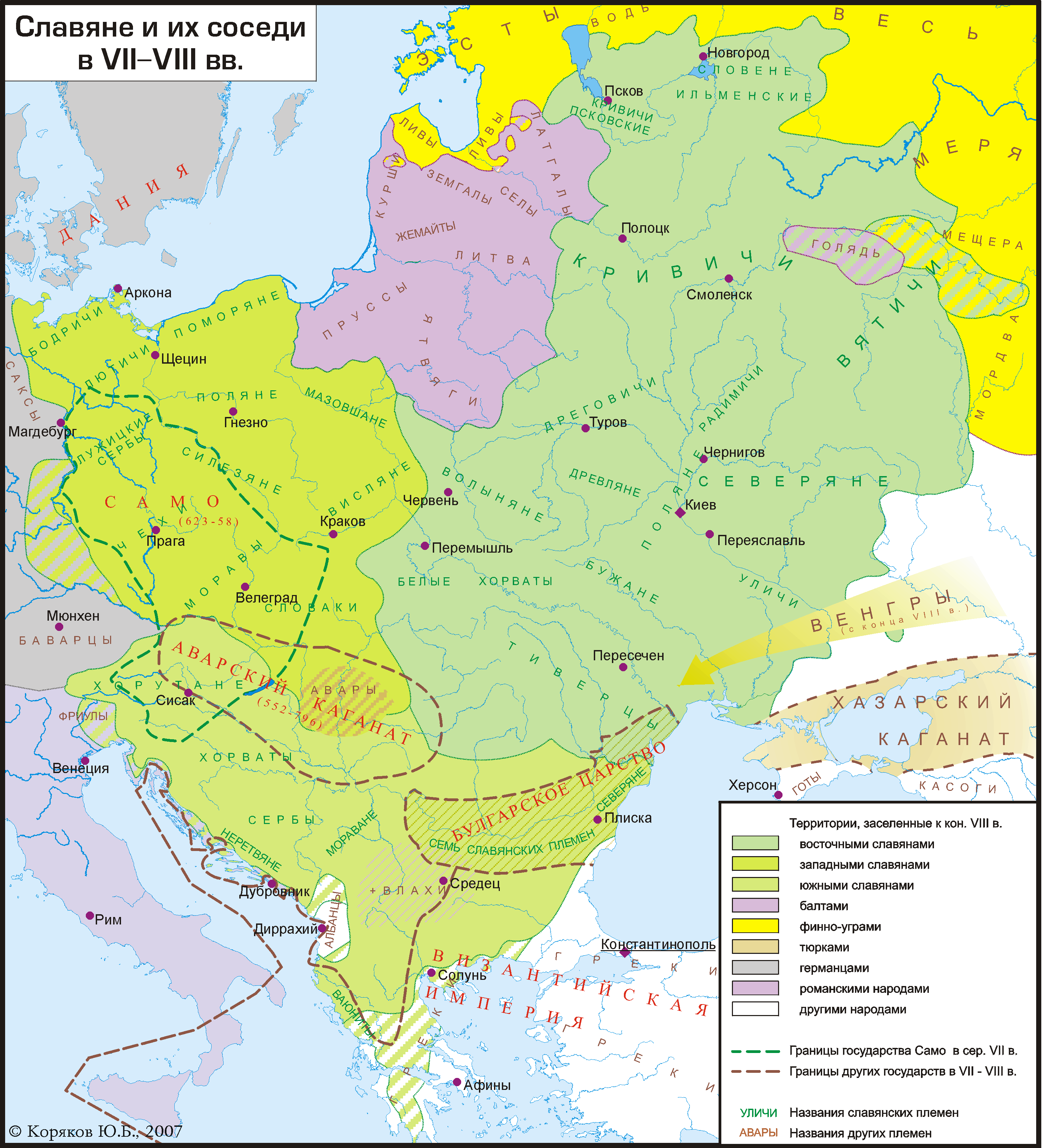
i slavi nell' 700-800

Gnëzdovo (in russo Гнёздово?) è un sito archeologico situato nei pressi del villaggio di Gnëzdovo, nell'Oblast' di Smolensk in Russia. Il sito contiene numerosi reperti di un insediamento slavo-variago che fiorì nel X secolo, diventando una delle principali stazioni di posta sulla rotta commerciale che univa i Variaghi ai Greci.

## Sito archeologico
Il sito archeologico comprende una cittadella (russo: Городище), prima situata alla confluenza di Dnepr e Svinec, e un anello di antichi insediamenti rurali (selitba) che occupa un'area di 17,5 ettari, di cui circa 5000 m² sono stati scavati prima della fine del XX secolo. Questo lo rende uno dei più estesi siti di epoca vichinga in Europa: solo Hedeby è più ampio (24 ettari), mentre Birka (13 ettari), Dublino (12 ettari), Ribe (10 ettari) e Danzica (1 ettaro) sono minori. Vi sono circa 3000 tumuli, disposti in otto gruppi di kurgan.
Esistono discussioni tra gli studiosi riguardo a quale gruppo etnico sia predominante a Gnëzdovo. Nonostante esista una pronunciata presenza di Variaghi, diciannove tumuli su venti contengono i resti di uomini e donne kriviči o baltici. Il rito funerario era prevalentemente la cremazione. I reperti più numerosi sono utensili da casa e ceramiche. In generale, i tumuli di Gnëzdovo hanno stretti legami con i "družina kurgans" di Černihiv, come ad esempio la tomba nera.

## Reperti
Sette tesori composti da monete bizantine ed arabe e un disco bizantino raffigurante Simargl dimostrano che la comunità locale operava un prospero commercio lungo il Dnepr. Gli oggetti in metallo comprendono usberghi (non tipicamente scandinavi), elmi, asce da battaglia, spade carolinge e frecce. Tra le scoperte più sorprendenti c'è un antico rasoio pieghevole con maniglia in rame e forbici a fulcro.
Il ritrovamento più inaspettato di Gnëzdovo è un'anfora Kerč' con un'incisione in antica lingua slava orientale. L'archeologo che la ritrovò disse che il termine "горушна" (gorušna) scritto sul vaso in alfabeto cirillico indica che conteneva senape. Questa spiegazione non è universalmente accettata come vera, e l'iscrizione sembra prestarsi a diverse interpretazioni. La datazione dell'iscrizione, la metà del X secolo, suggerisce un'inattesa popolarità della scrittura cirillica nella Rus' pre-cristiana.

## Analisi storica
Come osservato da Tatiana Jackson, le saghe norrene contengono informazioni maggiormente dettagliate riguardo alla Daugava (norreno: Dyna) rispetto a qualsiasi altro fiume dell'Europa orientale. Questo fatto evidenzia la grande importanza legata alla rotta commerciale della Dvina, sfruttata da avventurieri e commercianti vichinghi.
Gnëzdovo si trova nella parte bassa della Dvina–Dnepr, nel punto in cui lo Svinets ed altri fiumi minori confluiscono nel Dnepr. Come Smolensk più tardi, Gnëzdovo fiorì lungo la rotta commerciale che dal Dnepr scendeva a sud fino a Costantinopoli e risaliva a nord fino alla Dvina ed al Lovat', due fiumi che si buttano nel Mar Baltico. Al momento della sua creazione, la cittadella locale serviva per difendersi da eventuali attacchi. Dopo le tensioni interne con la Rus' di Kiev, il sito di Gnëzdovo "rappresentò il centro di scambio sulla rotta da Mar Baltico a Mar Nero".
Il declino dell'insediamento iniziò nei primi anni dell'XI secolo, in contemporanea con altre stazioni di posta variaghe dell'Europa orientale.

## Gnëzdovo e Smolensk
Gli studiosi non sempre sono d'accordo sul legame tra Gnëzdovo e Smolensk (norreno: Smaleskja), situata alla confluenza tra Dnepr e Smol'nja.
Secondo un punto di vista, Gnëzdovo era il predecessore funzionale ed economico dell'attuale Smolensk. Archeologi sovietici hanno stabilito che i primi insediamenti sul sito di Smolensk risalgono all'inizio dell'XI secolo. In altri termini, la nascita di Smolensk coincide con il declino di Gnëzdovo. Il centro regionale potrebbe essere stato spostato da Gnëzdovo a Smolensk seguendo la Conversione al Cristianesimo della Rus' di Kiev effettuata da Vladimir I di Kiev.
Un'altra scuola di pensiero è portata avanti da Petrukhin e Pushkina, i quali sostengono che Smolensk e Gnëzdovo abbiano coesistito pacificamente per tutto il X secolo. Secondo questa versione Gnëzdovo era un pogost del re di Kiev, il quale era solito riscuotere un tributo dai Kriviči. Dato che il družina di knjaz era composto principalmente da norreni, una forte presenza variaga a Gnëzdovo sarebbe ben motivata. Contemporaneamente Smolensk era un centro urbano abitato dalla popolazione slava (Kriviči), in cui si trovava il veče. Dopo che Vladimiro il Grande ebbe stabilito un principato per il figlio, il centro amministrativo della regione e la sede del principato vennero spostati da Gnëzdovo al castello di Smjadyn nei pressi di Smolensk.
La dicotomia di centro veče slavo e družina variaga trova paralleli in altre zone del Rus': basti osservare Novgorod e Holmsgard, Černihiv e Šestovica, Rostov e Sarskoe Gorodišče, Jaroslavl' e Timerëvo.

## Toponimo
Viene registrato la prima volta in documenti del XVII secolo. Gli storici non concordano su quale sarebbe l'originario nome del luogo. Coloro che ritengono che Gnëzdovo sia la vecchia Smolensk, affermano che Smolensk era il nome originale.
Vasmer ed altri etimologi fanno derivare il nome di Smolensk dal fiume Smolnya. In questo caso l'originale nome slavo di Gnëzdovo dovrebbe essere diverso. Tatiana Jackson ipotizza che possa derivare dal fiume Svinec, ricostruendolo come Svinečesk" (Свинеческъ). Dato che il nome del fiume sembra legato al termine russo per "suino" e Gnëzdovo si trovava vicino ad un promontorio, Jackson identifica questo insediamento con Sýrnes ("promontorio dei suini" in lingua norrena), una delle otto città di Garðaríki elencate nel trattato geografico norreno Hauksbók.